# Championnats du monde de descente de canoë-kayak 1998
Navigation
Championnats du monde de descente 1996 Championnats du monde de descente 2000
Les 21e championnats du monde de descente en canoë-kayak de 1998 se sont tenus à Garmisch en Allemagne, sous l'égide de la Fédération internationale de canoë.
C'est la 2e fois que la ville de Garmisch accueille ces championnats après ceux de 1985

## Podiums

### K1
| Rang               | Athlète         | Pays      | Temps |
| ------------------ | --------------- | --------- | ----- |
| Médaille d'or      | Thomas Koelmann | Allemagne |       |
| Médaille d'argent  | Michael Fargier | France    |       |
| Médaille de bronze | Gilles Calliet  | France    |       |

| Rang               | Athlète                                         | Pays      | Temps |
| ------------------ | ----------------------------------------------- | --------- | ----- |
| Médaille d'or      | Gilles Calliet Michael Fargier Philippe Graille | France    |       |
| Médaille d'argent  | Markus Gigkler Thomas Koelmann Florian Wohlers  | Allemagne |       |
| Médaille de bronze | Robert Pontarollo Cesare Mulazzi Carlo Mercati  | Italie    |       |

| Rang               | Athlète               | Pays      | Temps |
| ------------------ | --------------------- | --------- | ----- |
| Médaille d'or      | Claudia Brokof        | Allemagne |       |
| Médaille d'argent  | Ursula Profanter      | Autriche  |       |
| Médaille de bronze | Anne-Blandine Crochet | France    |       |

| Rang               | Athlète                                                  | Pays            | Temps |
| ------------------ | -------------------------------------------------------- | --------------- | ----- |
| Médaille d'or      | Anne Fleur Sautour Magali Thiebaut Anne Blandine Crochet | France          |       |
| Médaille d'argent  | Sabine Füsser Silke Schlautmann Claudia Brokof           | Allemagne       |       |
| Médaille de bronze | Michala Strnadova Pavia Zichova Katerina Zichova         | Tchécoslovaquie |       |

### C1
| Rang               | Athlète              | Pays      | Temps |
| ------------------ | -------------------- | --------- | ----- |
| Médaille d'or      | Vladi Panato         | Italie    |       |
| Médaille d'argent  | Olaf Schwarz         | Allemagne |       |
| Médaille de bronze | Stephan Steifenhöfer | Allemagne |       |

| Rang               | Athlète                                               | Pays      | Temps |
| ------------------ | ----------------------------------------------------- | --------- | ----- |
| Médaille d'or      | Thierry Derouineau Stéphane Santamaria Olivier Koskas | France    |       |
| Médaille d'argent  | Vladi Panato Mirko Spelli Maurizio Piccioli           | Italie    |       |
| Médaille de bronze | Stephan Stiefenhöfer Olaf Schwarz Oliver Bittel       | Allemagne |       |

### C2
| Rang               | Athlète                          | Pays      | Temps |
| ------------------ | -------------------------------- | --------- | ----- |
| Médaille d'or      | Peter Müller Gregor Simon        | Allemagne |       |
| Médaille d'argent  | Vladimir Vala Jaroslav Slucik    | Slovaquie |       |
| Médaille de bronze | Didier Baylacq Bertrand Baechler | France    |       |

| Rang               | Athlète                                                   | Pays      | Temps |
| ------------------ | --------------------------------------------------------- | --------- | ----- |
| Médaille d'or      | Vala / Slucik Grega / Sutek Hochschorner / Hochschorner   | Slovaquie |       |
| Médaille d'argent  | Müller / Simon Dajek / Knittel Fahlbusch / Fahlbusch      | Allemagne |       |
| Médaille de bronze | Baylacq / Baechler Derouineau / Edin Lagrange / Bironneau | France    |       |

## Tableau des médailles
| Rang  | Nation    | Or | Argent | Bronze | Total |
| ----- | --------- | -- | ------ | ------ | ----- |
| 1     | Allemagne | 3  | 4      | 2      | 9     |
| 2     | France    | 3  | 1      | 4      | 8     |
| 3     | Italie    | 1  | 1      | 1      | 3     |
| 4     | Slovaquie | 1  | 1      | 0      | 2     |
| 5     | Autriche  | 0  | 1      | 0      | 1     |
| 6     | Tchéquie  | 0  | 0      | 1      | 1     |
| Total | Total     | 8  | 8      | 8      | 24    |